# Petone

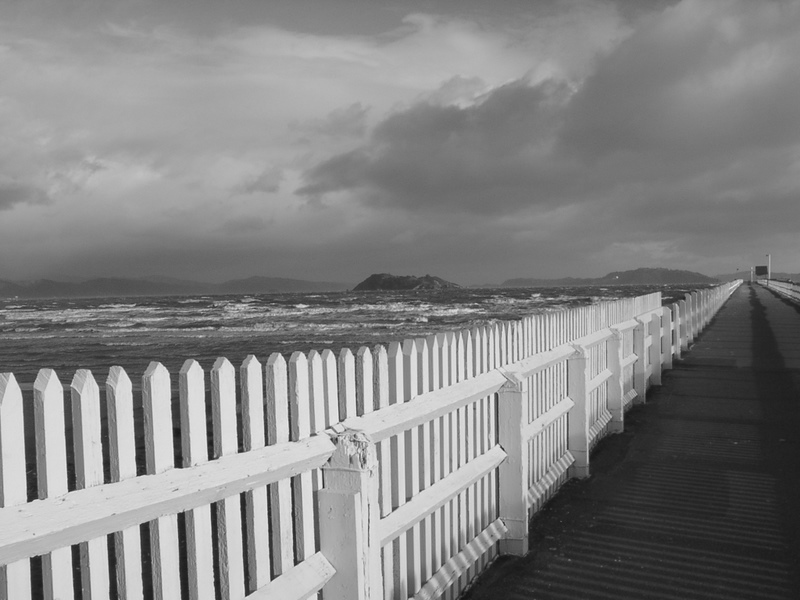
Les quais de Petone un jour de tempête

Petone (en langue Māori: Pito-one) est une banlieue importante de la ville de Lower Hutt, située dans la région de Wellington dans l’Île du Nord de la Nouvelle-Zélande.

## Situation
La ville est localisée à l’extrémité sud de la Vallée de Hutt, sur la berge nord du mouillage de Wellington Harbour (en).

## Municipalités limitrophes
C’est le siège des gares de gare de Petone (en)
 et de gare d’Awa (en)

## Toponymie
Le nom en langage Māori est Pito-one, qui signifie la fin de la plage de sable ("end of the sand beach").

## Géographie
Le secteur de Petone est une zone relativement plate, située au niveau de l’embouchure du fleuve Hutt.
La localité est nichée entre la rivière vers le nord, les collines vers l’ouest et de mouillage de mouillage de Wellington (en)au sud.
Le siège de la banlieue est bas par rapport au niveau de la mer, ce qui la rend vulnérable aux tsunami et sensible aux inondations .

## Histoire
Un pa Maori (village fortifié) d’une certaine importance était déjà établi à « Pito-one » tout près de la plage, quand les premiers colons européens arrivèrent dans la région.
Petone fut d’abord fondée par les européens en 1840, ce qui en fait l’une des plus anciennes villes dans la région de Wellington.
Les premiers Européens en nombre important débarquèrent le 22 janvier 1840, du bateau nommé Aurora transportant 25 couples mariés, 36 personnes seules et 40 enfants.
La localité fut décrite comme, "une plage de sable d’environ 2 miles de long, limitée des deux côtés par des collines de 300 à 400 pieds de haut.
Elles étaient couvertes de forêts élevées sur une profondeur de 1,5 mile à partir de la plage, limitées en dedans par en alternance des marais pleins de flax et un lit de sable humide  .
Les Maori du village fortifié voisin virent même pour les rencontrer et le journal intime d’un  des passagers, notait que: "le vénérable vieux chef Te Puni (en) ... accompagné de ses fils et de son entourage, ainsi que de nombreux natifs du pa, qui étaient  heureux de nous accueillir avec des « Kapai-te-Pakeha » et autres expressions de bien venue ".
.
Un village de plage, formé de petites maisons en bois et de tentes, fut donc installé, qui fut initialement appelé «Britannia».
Après plusieurs inondations répétées, l’essentiel des colons se déplacèrent plus au sud vers  le secteur de Thorndon.
Les premiers colons européens trouvèrent la vie dure.
Néanmoins le village grossit et la population de "Pito-one and Hutt" en 1845, soit 5 ans après, était donnée pour 649 habitants, comparée à celle de la ville de Wellington, qui comptait seulement 2667 résidents.
En 1850, le pa Maori de « Pito-one » était décrit comme, "le plus important et le mieux fortifié du district de Wellington ... ses cultures de patates douces (kumara) et de maïs présentaient bien et les résidents, soit une population totale de 136 personnes, étaient du point de vue du confort et de la santé, en meilleur état que tous les autres natifs du secteur de «Port Nicholson » ."
Il y eut des courses de chevaux à «Pito-one Beach» dès le 20 octobre 1842, attirant une foule de 5 à 600 personnes venant de toute la région de Wellington .
Le site pour la principale ville de cette zone, qui fut plus tard désigné sous le nom de Thorndon était situé autours de la berge de ce qui est maintenant la ville de Wellington, la capitale de la Nouvelle-Zélande mais Petone  gagna le statut de borough dès 1888.

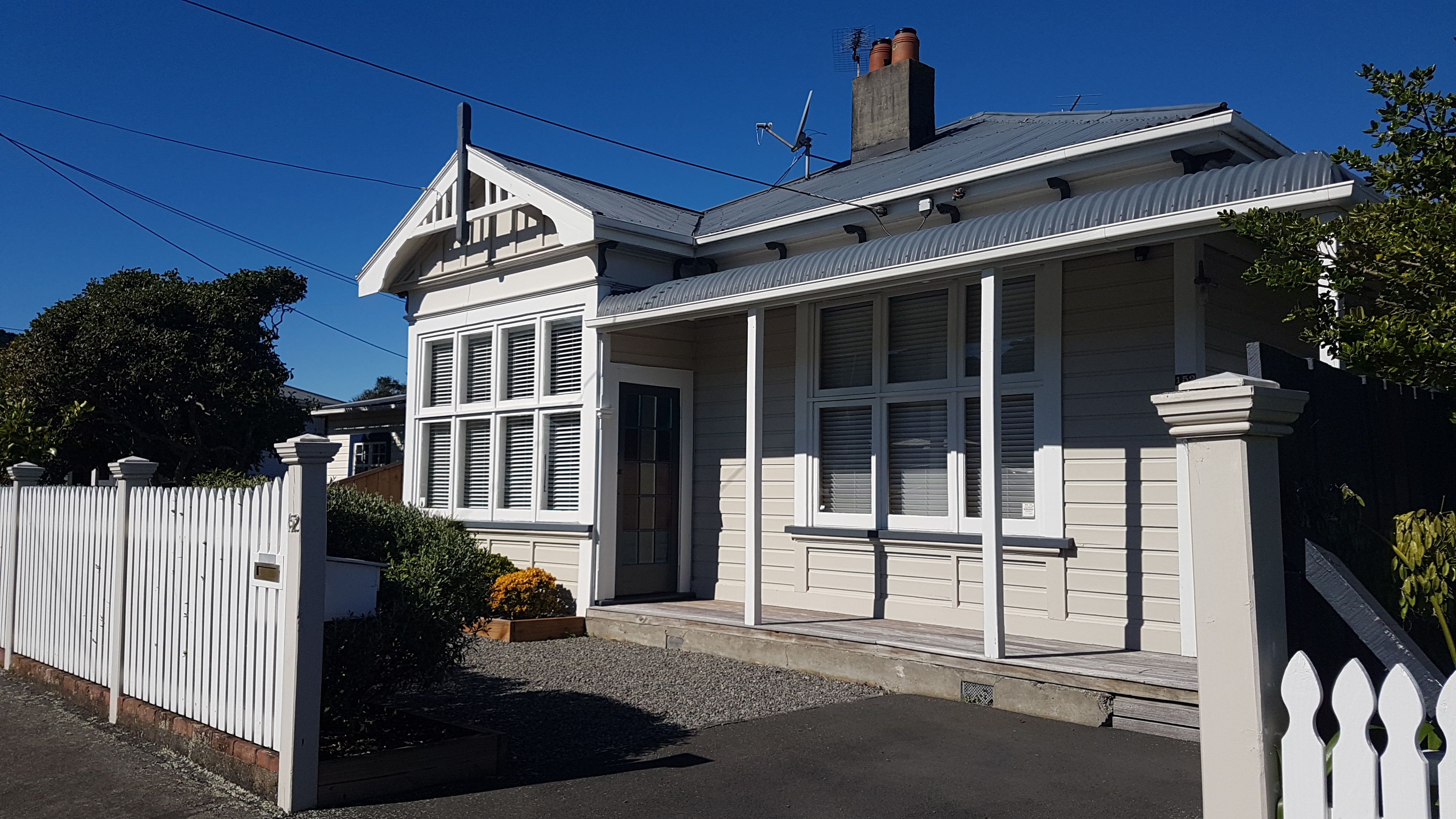
Maisons en bois, typiques, dans le secteur de Petone

## Démographie
Petone, comprenant les zones statistiques de «Petone Central», «Petone East» et «Petone Esplanade», couvre 3,90 km2.
Elle a une population estimée de 8370 habitantsen juin 2024 avec une densité de population de 2146 personnes par km2.
La localité de Petone avait une population de 7491habitants  lors du recensement néo-zélandais de 2018, en augmentation de 816 personnes (soit 12,2 %) depuis le recensement néo-zélandais de 2013 et en augmentation de 945 personnes (soit 14,4 %) depuis le recensement de 2006 en Nouvelle-Zélande.
Il y avait 2955  logements.
On comptait 3753 hommes et 3738  femmes, donnant ainsi un sexe-ratio  de 1 homme pour une femme , avec 1167 personnes (soit 15,6 %) âgées de moins de 15  ans, 1650 personnes (soit 22,0 %) âgées de 15 à 29 ans, 3492 personnes (46,6 %) âgées de 30 à 64 ans et 1188 personnes (soit 15,9 %) âgées de 65 ou plus.
L’ethnicité était pour 71,6 % européens/Pākehās, 15,5 % Māoris, 8,2 % personnes du originaire du Pacifique, 16,1 % d’origine asiatique et 2,4 % d’une autre ethnicité (le total peut faire plus de 100 % dans la mesure où une personne peut s’identifier avec de multiples ethnies en fonction de l’origine de ses parents).
La proportion de personnes nées outre-mer était de 28,0 %, comparée avec les 27,1 % au niveau national.
Bien que certaines personnes objectent à donner leur religion, 48,4 % n’avaient aucune religion, 35,0 % étaient chrétiens, 4,9 % étaient hindouistes, 0,8 % étaient musulmans, 0,9 % étaient bouddhistes et 4,5 % avaient une autre religion.
Parmi ceux d’au moins 15 ans d’âge: 2046 personnes (soit 32,4 %) avaient un niveau de licence ou un degré universitaire supérieur et 852 personnes (soit 13,5 %) n’avaient aucune qualification formelle.
Le statut d’emploi de ceux d’au moins 15 ans d’âgeétait pour 3468 personnes (soit 54,8 %) un emploi à temps plein, pour 795 personnes (soit 12,6 %) : un emploi à temps partiel et 261 personnes (soit 4,1 %) étaient sans emploi .
| nom              | population     | logements | âge médian | revenus médian |
| ---------------- | -------------- | --------- | ---------- | -------------- |
| Petone Central   | 954 personnes  | 339       | 34,7 ans   | 39900 $.       |
| Petone East      | 3906 personnes | 1569      | 39,4 ans   | 34600 $        |
| Petone Esplanade | 2631 personnes | 1047      | 36,1 ans   | 39500$.        |
| Nouvelle-Zélande |                |           | 37,4 ans   | 31800 $        |

## Activités économiques
Pour la plus grande partie du XXe siècle, Petone fut une ville florissante avec une classe de travailleurs majoritaires et était la localisation de plusieurs sites industriels, comprenant  deux usines d’assemblages de voitures, une installation de mise en condition de la viande, une usine de traitement de la laine, un établissement de traitement du tabac, une fabrique de savon et de pâte dentifrice:après plus de 50 années de fonctionnement et malgré le retour aux profits, l’usine Colgate-Palmolive de Petone sera fermée l’année prochaine menant à la perte d’environ 100 emplois .
Le reste de cette histoire industrielle est marqué par le quai de Petone.
Le quai fut construit à l’origine pour permettre le fonctionnement du « Gear Meat Works» et son activité d’exportation de ses produits congelés .
La majorité de ces usines fermèrent dans les années 1970 et 1980, dont il résulta un déclin économique graduel de l’ensemble du secteur.

## Gouvernance locale
Petone gagna le statut de «borough» en 1888, mais le borough de Petone fut amalgamé avec la ville de Lower Hutt comme résultat de la réforme du gouvernement local de 1989.Elle garde de nombreux bâtiments historiques et des éléments marquants.
La banlieue a depuis bénéficié d’un renouveau avec une croissance économique marquée, utilisant son héritage, venant des premiers Européens, pour attirer les touristes et elle a gagné ainsi  la présence de nombreux cafés et magasins.

## loisirs
Elle abrite le Petone Rugby Club (en), qui est un des clubs leaders dans le monde depuis 1885.
La ville héberge notamment aussi un club de football, le Petone Football Club.

## Les maisons d’état
Les premières State housing  ou lotissement d’état (en) de Nouvelle-Zélande ont été construites à Petone en 1906 et certaines de ces maisons originales sont restées en place dans de bonnes conditions.
L’office du tourisme local fournit un guide montrant où ces maisons sont situées.

## Caractéristiques notables du secteur de Petone

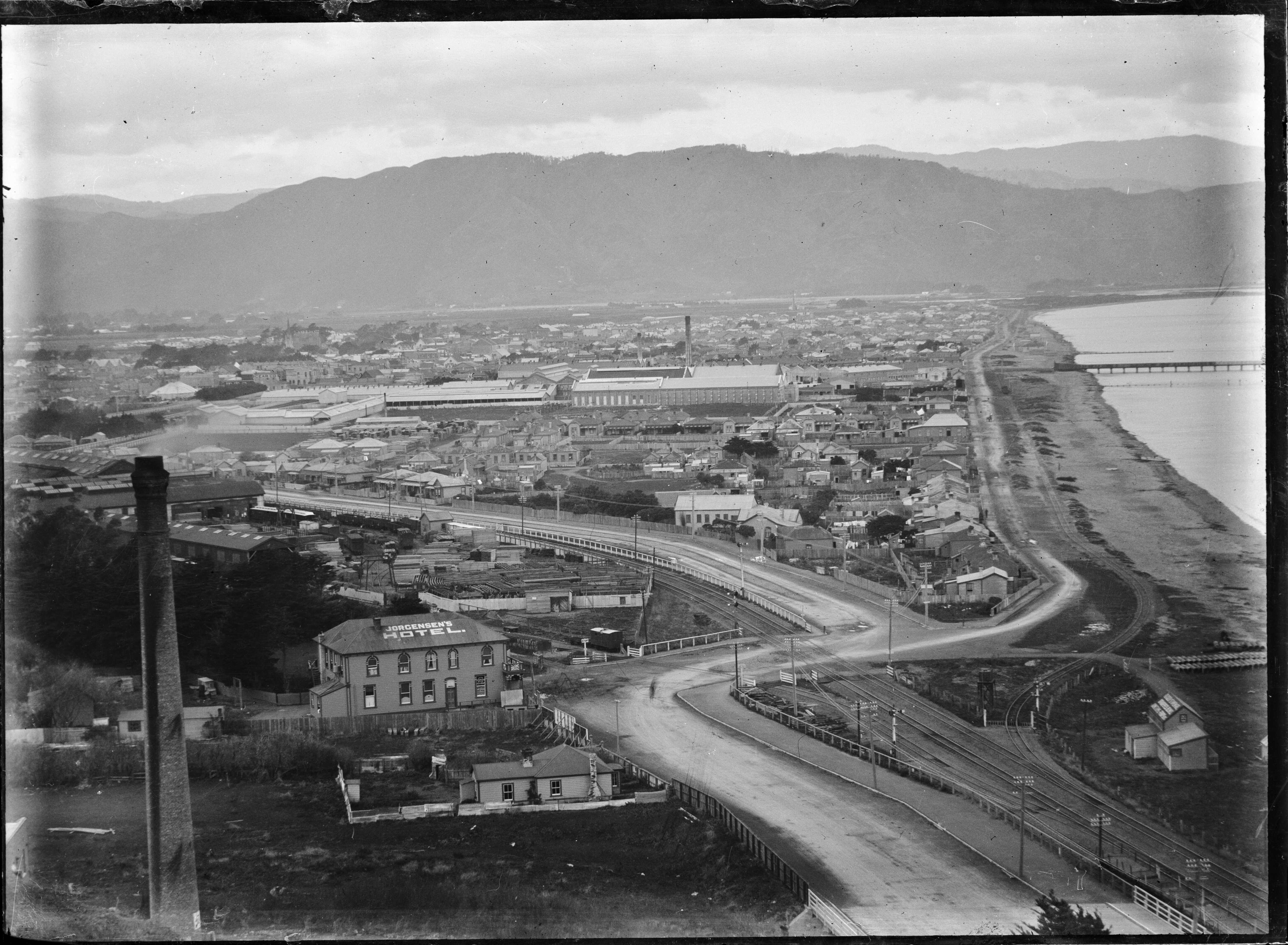
Petone en 1911

- La « Te Puna Wai Ora»  (Source de la vie) dans ‘Buick Street’ fournit une eau pure, non traitée, d’origine artésienne (pressurisée sous terre), disponible au robinet. L’eau provient en fait du  fleuve Hutt captée au niveau des gorges de Taitā (en) et elle est bonne à boire dans sa forme naturelle, car elle est filtrée naturellement par les graviers et le sable des alluvions de la vallée de Hutt sur plusieurs années.

Elle est gratuite, de grande valeur et les consommateurs font de long trajet pour venir la recueillir pour la boire .
- La bibliothèque de la communauté de Petone (nommé «Te Kete Wanaga») est accessible via Britannia Street ou à travers le Doreen Doolan Mall sur Jackson Street.

- Jackson Street:  est la rue principale de la localité de Petone avec plus de 220 magasins (la plupart étant de petits établissements commerciaux ), est le seul endroit historique de la région de Wellington et a un parking gratuit [16]

- Petone Settlers Museum (en), est abrité dans le bâtiment du «Wellington Provincial Centennial Memorial Building» dans la périphérie de la localité de Petone.

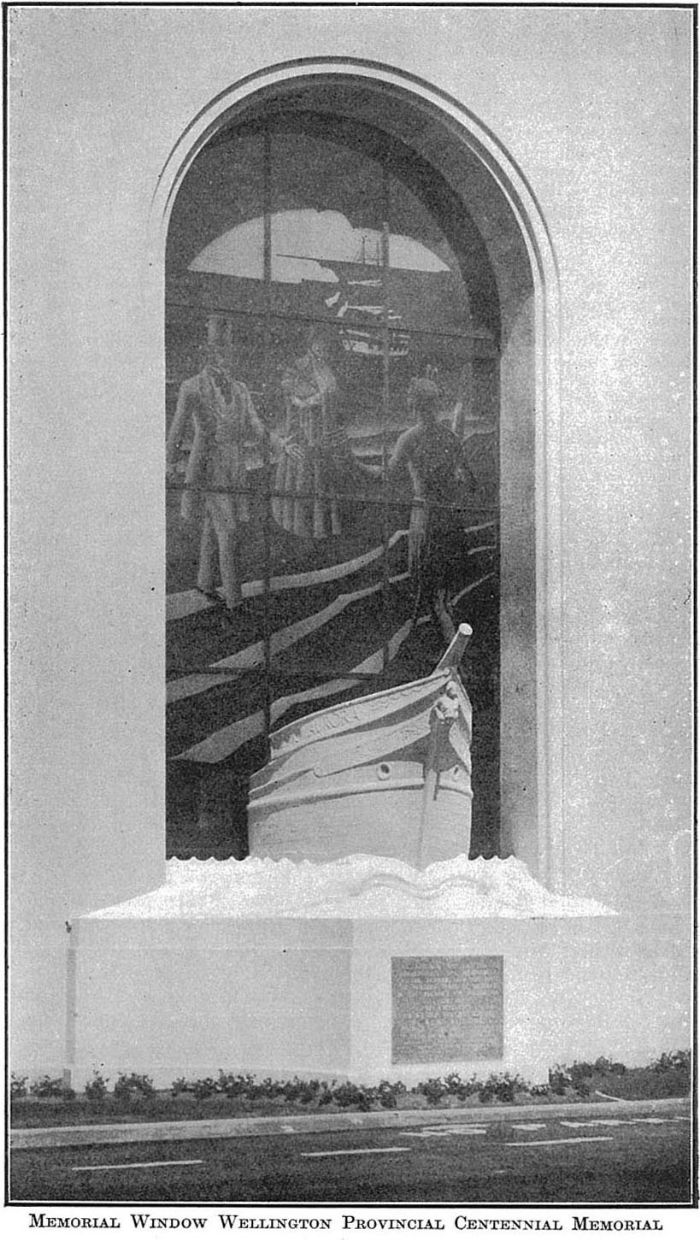
The Wellington Provincial Centennial Memorial Building's etched window and sculpture of the prow of the Aurora, c.1940

- Le mémorial des guerres de la Nouvelle-Zélande dans Te Puni Street urūpa (terrain d’enterrement )[17].

- La foire du «Petone Rotary»

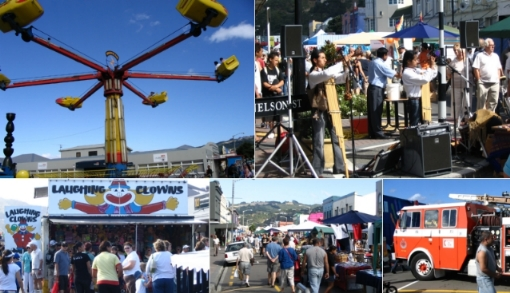
Scènes de la foire de « Petone Rotary Fair»

La foire du  «Rotary de Petone » est un évènement local notable, qui se déroule annuellement depuis 1992, attirant du monde de partout dans la grande région de Wellington vers Jackson Street, qui est la principale artère de Petone, fermée ce jour-là au trafic.
Le but de ces foires était non seulement d’améliorer le profil de la ville de Petone et de fournir un jour agréable, mais surtout de ramener des fonds pour des œuvres de charité.
La foire consiste en divers stands de vente de choses différentes allant des plantes aux objets d’artisanat, de la joaillerie, des CDs et DVDs, des cosmétiques, de la nourriture et des boissons etc., elle est associée aux exhibitions  des musiciens de rues, aux défilés du carnaval, et des présentations de différentes organisations telles que le Service incendie de la Nouvelle-Zélande (en).

## Éducation
La localité de Petone a trois écoles:
- L’école de «Petone Central» est une école primaire d’état allant des années 1 à 8, située dans le centre de la localité de Petone, et qui a un effectif de 81 élèves en mars 2019
- L’école «Sacred Heart » est une école primaire catholique, intégrée au service public, allant des années 1 à 8, située au centre de Petone, et qui a un effectif de 154  élèves en mars 2019.
- L’école de «Wilford » est une école publique primaire allant des années 1 à 8, située au nord-est de Petone, et qui a un effectif de 343 élèves en mars 2019

- Depuis que le «Collège de Petone» a fermé en 1998, la école secondaire de la Hutt vallée (en) dans le centre de Lower Hutt est la plus proche de Petone des écoles secondaires publiques.
- Le principal campus du Institut de technologie de Wellington ou Weltec (en) est localisé dans le périmètre de la localité de Petone.